# Museo provinciale dello Zhejiang
Il Museo provinciale dello Zhejiang (浙江省博物馆) è un museo della città di Hangzhou. Fondato nel 1929 con il nome di Museo del Lago dell'Ovest sull'isola di Gushan situata nell'omonimo lago, esso conserva più di 100.000 oggetti. Il 22 dicembre 2009 è stato inaugurato un nuovo edificio nella Piazza culturale del Lago dell'Ovest nei pressi di piazza Wulin, a fianco del Gran Canale. Possiede una superficie di 7 600 metri quadri (82 000 ft²).
Il museo possiede manufatti in legno, lacca, ceramica e avorio della cultura di Hemudu di età neolitica, nonché lavori in giada della cultura di Liangzhu, artefatti in bronzo e in pietra del regno di Yue e pitture e calligrafie di artisti della provincia risalenti ai periodi Ming e Qing. Uno dei pezzi più importanti della collezione è una metà del dipinto di quasi 7 metri Abitare nei monti Fuchun di Huang Gongwang. L'altra metà è conservata presso il National Palace Museum di Taipei.